# Falseunidia albosignata
Falseunidia albosignata är en skalbaggsart som beskrevs av Stefan von Breuning 1943. Falseunidia albosignata ingår i släktet Falseunidia och familjen långhorningar. Inga underarter finns listade i Catalogue of Life.